# Comuna Velîkooleksandrivka, Vasîlkivka
Velîkooleksandrivka (în ucraineană Великоолександрівка) este o comună în raionul Vasîlkivka, regiunea Dnipropetrovsk, Ucraina, formată din satele Pervomaiske, Preobrajenske și Velîkooleksandrivka (reședința).

## Demografie
Componența lingvistică a satului Velîkooleksandrivka
     Ucraineană (94,28%)
     Rusă (5,36%)
     Alte limbi (0,37%)
Conform recensământului din 2001, majoritatea populației satului Velîkooleksandrivka era vorbitoare de ucraineană (94,28%), existând în minoritate și vorbitori de rusă (5,36%).